# Carles Frederic I de Baden
Carles Frederic I de Baden (Karlsruhe, Gran Ducat de Baden, 22 de novembre de 1728 - 1811) va ser el primer gran duc de Baden i unificador dels territoris històrics de Baden sota una única entitat sobirana.
Nascut a la ciutat de Karlsruhe, capital del Gran Ducat de Baden era fill del príncep hereu Frederic de Baden i de la princesa Anna de Nassau-Dietz-Orange, Carles pertanyia a la branca històrica de la família Baden-Durlach que havia governat la regió de Karlsruhe des del segle xii. Esdevingué marcgravi de Baden-Durlach l'any 1738 arran de la mort del seu avi, Carles III Guillem de Baden-Durlach. Al llarg del segle xii i del segle xiii l'històric territori de Baden, situat a un dels extrems orientals del Sacre Imperi Romanogermànic havia sigut fragmentat en una multitud de cases marcgravinals que exercien el control de petites unitats sobiranes. Ara bé, des del segle xiii moltes d'aquestes cases s'havien extingit el que va permetre una lenta unificació deguda a causes naturals.
L'any 1771, la penúltima casa marcgravinal, la dels Baden-Baden, s'extingí i els territoris d'aquesta revertiren a les mans de l'última branca de la Casa de Baden, els Baden-Durlach, i més concretament al marcgravi Carles que es convertí d'aquesta manera en marcgravi de Baden, del Baden ja unificat.
Carles era un despota il·lustrat que abolí la tortura (1766) i la servitud (1783). Alhora es dedicà a la promoció de l'ensenyament en dedicar especial èmfasi a la universitat. Aprofitant el desgavell originat per les polítiques expansionistes de la França de Napoleó Bonaparte, aprofità l'avinentesa per, d'una banda elevar Baden a la categoria d'electorat i de l'altra incorporar territorialment els bisbats secularitzats de Constança, Basilea, Estrasburg, Espira, Brisgòvia i Ortenau.
L'any 1806 s'uní a la Confederació del Rin, un cop el Sacre Imperi Romanogermànic hagué desaparegut. El Congrés de Viena concedí al territori de Baden el títol de Gran Ducat i, per tant, Carles esdevingué gran duc de Baden. Alhora li permeté mantenir alguna de les possessions territorials obtingudes arran de les guerres napoleòniques, com ara Ortenau.
L'any 1820, la descendència del primer matrimoni de Carles hagué expirat.

## Descendència
El dia 28 de gener de 1751 es casà amb la princesa Carolina Lluïsa de Hessen-Darmstadt, filla del landgravi Lluís VIII de Hessen-Darmstadt i de la princesa Carlota de Hanau-Lichtenberg. La parella tingué:
- Carles Lluís de Baden, nat a Karlsruhe el 1755 i mort a Arboga (Suècia) el 1801. Es casà amb la princesa Amàlia de Hessen-Darmstadt.
- Frederic de Baden, nat a Karlsruhe el 1756 i mort el 1817. Es casà amb la princesa Lluïsa de Nassau-Usingen.
- El gran duc Lluís I de Baden, nat el 1763 a Karlsruhe on morí el 1830.
- Lluïsa Carolina de Baden (1767), morta tres dies després del seu naixement.

La princesa Carolina morí el dia 8 d'abril de l'any 1783. El 24 de novembre de 1787 Carles tornà a casar-se, aquesta vegada de forma morganàtica amb l'aristòcrata Luise Karoline Geyer von Geyersberg, creada senyora de Hochberg. La parella tingué cinc fills:
- El gran duc Leopold I de Baden, nat el 1790 a Karlsruhe on morí el 1852. Es casà el 1817 amb la princesa Sofia de Suècia.
- Guillem de Baden, nat a Karlsruhe el 1792 on morí el 1859. Es casà amb la duquessa Elisabet de Württemberg.
- Frederic de Baden (1793), mort vuit dies després del seu naixement.
- Amàlia de Baden, nada el 1795 a Karlsruhe on morí el 1869. Es casà amb el príncep Carles Egon II de Fürstenberg el 1818.
- Maximilià de Baden, nat a Triesdorf el 1796 i mort a Karlsruhe el 1882.